# Пантелюк Іван Григорович
Іван Григорович Пантелюк (нар. 6 лютого 1913 Брустури, Королівство Галичина і Лодомерія, Австро-Угорщина — 27 червня 1992 Косів, Україна) — радянський український майстер різбьяр,  графік, поет, публіцист.  Більш відомий  як майстер з виготовлення екслібрисів.

## Біографія
Іван Пантелюк народився 6 лютого 1913 року в селі Брустури (нині Косівський район, Україна). Був членом "Просвіти", бібліотекарем, брав участь у драматичному гуртку, член, а згодом секретар наглядової ради брустурівського кооперативу " Гуцульський добробут". Ще в 30-х роках  захопився графікою.
З 1930 по 1934 роки - зазнав переслідування тодішньої польської влади та відбув тюремне ув'язнення у Коломиї, де захворів на пневмонію.
З листопада 1937 по лютий 1938 рр. був вільним слухачем відділу мистецтв Державної технічної школи у Львові.
В 1940 році за співпрацю з ОУН, засуджений на 5 років судом в УРСР.  Спочатку відбував покарання в Старобільську.  В 1941р. 12 серпня - був амністований та виїхав в Казахстан , де знаходились його дружина та дочка ( депортовані туди радянською владою у 1940 році). В 1945 році в сім'ї Пантелюків народився син Станіслав.  У травні 1946 року Пантелюки переїжджають на проживання  до Польщі. Де Іван Григорович працює директором Кошалінського краєзнавчого музею. У квітні 1962 році сім'я повертається до України на Косівщину. 
Після повернення в Україну активно працює в жанрі книжкового знака. 
За своє життя він створив тисячі екслібрісів, які замовляли як в Україні, так і за кордоном. Його екслібриси експонувалися на багатьох виставках у Франції, Канаді, Польщі, США, Німеччині. Ювілейна персональна виставка митця в Івано-Франківську відбулась у 1983 році, ця виставка була присвящена 40-літтю професійної діяльності та 70-ти ліття з дня народження майстра.

## Основні роботи
В 1977 році виконав на замовлення дочки Михайла Коцюбинського, виконав роботи в стилі книжкових знаків для музею письменника.